# Убийца на свободе
«Убийца на свободе» (англ. The Killer Is Loose) — фильм нуар режиссёра Бадда Беттикера, вышедший на экраны в 1956 году.
Фильм поставлен по повести «Убийца на свободе» Джона и Уорда Хокинсков, опубликованной в журнале «The Saturday Evening Post» 13 июня 1953 года. Фильм рассказывает о внешне робком и бесхарактерном банковском клерке Леоне Пуле (Уэнделл Кори), который участвует в ограблении собственного банка, однако детектив полиции Сэм Вагнер (Джозеф Коттен) быстро выходит на его след. При попытке задержания Пула Вагнер случайно убивает его любимую жену. После суда Пул клянётся отомстить Вагнеру, угрожая убить его жену, и через несколько лет, сбежав из тюрьмы, начинает воплощать в жизнь свой план мести, хладнокровно убивая тех, кто оказывается на его пути.
Как написал кинокритик Брайан Кэйди, «это триллер о мести, та же тема позднее найдёт своё отражение в двух более сильных фильмах нуар — в двух версиях „Мыса страха“ 1962 и 1991 годов».

## Сюжет
Тихий и вежливый, в очках с толстыми линзами, Леон «Фогги» Пул (Уэнделл Кори) работает банковским клерком в одном из спальных районов Лос-Анджелеса. Однажды в очереди к нему на приём оказывается Отто Фландерс (Джон Ларч), бывший сержант подразделения, в котором Пул служил капралом. Привлекая внимание клиентов, Фландерс рассказывает всей очереди, что в армии над Пулом все издевались из-за его плохого зрения, неуклюжести и неумения постоять за себя. Пула этот разговор крайне раздражает, но он сдерживается. В этот момент к Пулу подходит секретарша банка и говорит, что через служебный вход зашли незнакомые люди и собираются открывать банковский сейф в глубине зала. Пул поворачивается и видит, как в зал входит управляющий банком. Бандиты хватают его и заставляют открыть сейф. Забрав деньги, они, угрожая оружием, проходят к выходу из банка. Пул бросается им навстречу, однако получает удар рукояткой пистолета по голове и теряет сознание.
В полицейском участке детектив Сэм Вагнер (Джозеф Коттен) и его напарник Крис Гиллеспи (Майк Пэйт) допрашивают Фландерса, который выражает восхищение отвагой Пула. При беседе с управляющим выясняется, что преступники владели внутренней информацией о делах банка — совершили ограбление в тот день, когда поступает максимальная выручка, знали имена сотрудников и где находится кнопка вызова полиции. Вскоре при прослушивании телефонных разговоров сотрудников банка Вагнер и Гиллеспи устанавливают, что Пул позвонил, судя по характеру разговора, одному из участников ограбления. Тот просил ему не звонить, а, услышав щелчок в трубке — это неудачно подключил наушники ещё один детектив, сержант «Денни» Деннинг (Алан Хэйл — младший) — немедленно бросил трубку.
Проследив звонок, детективы немедленно отправляются к Пулу домой. Однако прибыв на место, они видят, что Пул выключил в квартире свет и забаррикадировался внутри. Полиция сначала звонит в дверь, а затем пытается её выбить. В ответ Пул делает выстрел сквозь дверь, легко раня Гиллеспи в руку. Вагнер стреляет в дверь со своей стороны, отпугивая Пула, после чего полицейским удаётся вынести дверь. Вагнер прыгает в комнату и в темноте стреляет по выбегающей из другой комнаты фигуре, не зная, что в помещении есть кто-то ещё. Полиция включает свет и видит обмякшего Пула с оружием в руке, а рядом с ним убитую женщину, его жену. Он берёт её на руки, прижимает к себе, нежно говорит с ней и укладывает на кровать, а затем обвиняет Вагнера в её убийстве, говоря, что она ничего не знала об ограблении.
На суде Пула приговаривают к трём десятилетним тюремным срокам — за ограбление банка, сопротивление аресту и покушение на убийство. Когда его выводят из зала, он демонстративно смотрит на жену Вагнера Лайлу (Ронда Флеминг) и клянётся отомстить.
После двух с половиной лет примерного поведения, начальник тюрьмы переводит Пула на тюремную ферму для работы на поле. Некоторое время спустя один из охранников, считающий Пула образцовым заключённым, берёт его с собой на грузовик, который перевозит ящики с капустой, чтобы тот помог ему при их разгрузке. Узнав об этом, Пул незаметно ломает ногой свою мотыгу и прячет её налопатник под рубашку. По дороге через безлюдные поля Пул убивает охранника, ударив его острым концом налопатника в шею, а затем сбрасывает тело в ближайшую канаву. Пул подъезжает к ближайшему фермерскому домику, где берёт во дворе серп, а затем стучится в дверь.
Рано утром в квартире Вагнера раздаётся телефонный звонок, и он начинает быстро собираться на работу. Встревоженная беременная Лайла встаёт вместе с ним, чтобы приготовить завтрак, и быстро выясняет, что мужа подняли в связи с тем, что с тюремной фермы сбежал Пул, который грозился с Вагнером разобраться. Из разговора супругов выясняется, что по требованию жены Вагнер ушёл с оперативной работы, и теперь Лайла просит его не лезть в это дело, предоставив ловлю преступников тем, кому это положено по должности. Ещё более Лайла тревожится, когда зашедшие оперативники сообщают, что Пул убил водителя грузовика.
В полицейском участке Гиллеспи вводит Вагнера в курс операции по поимке Пула, который, как полагает полиция, избрал своей мишенью Вагнера. Полиция знает, что Пул напал на магазин, откуда забрал оружие. Полиция повсюду расставила блокпосты, оцепив район возможного нахождения Пула. Однако Пул взял грузовик фермера, гружёный овощами, переоделся в его одежду и с его документами легко преодолел блокпост. Только после этого полиция находит труп фермера, и выясняет, что Пул воспользовался его документами. Полиция устанавливает вторую линию блокпостов, чтобы его задержать. Тем временем, начальник полиции сообщает Вагнеру, что они получили информацию от человека, с которым Пул отбывал заключение в одной камере. По его словам, Пул постоянно повторял, что не понимает, почему, если Вагнер убил его жену, жена самого Вагнера должна быть жива. И что он обязательно сбежит и убьёт Лайлу. Тем временем полиция обнаруживает фермерский грузовичок Пула и понимает, что он уже прорвался в город. Полиция понимает, что у Пула нет денег, и он скорее всего измотан и голоден. Ему надо где-то скрыться, своре всего у друзей или близких, однако, по сведениям полиции, у него никого нет. Зная теперь, что Пул охотится не на него, а на Лайлу, Вагнер предлагает навести преступника на свой дом, а полиции устроить там засаду. Когда Пул поверит в то, что Лайла в доме и соберётся напасть, полиция схватит его. На самом деле, чтобы вывезти жену из-под возможного удара Вагнер должен заранее вывезти её и укрыть в безопасном месте.
Чтобы прикрыть фермерскую одежду и не выделяться в городке, Пул покупает в магазине на последние деньги плащ и шляпу. Полиция тем временем устанавливает засады по всему периметру дома Вагнера, а дома его самого встречает рассерженная Лайла, недоумевающая, почему у неё целый день сидят два копа, не выпуская её на улицу даже до магазина. Чтобы успокоить жену, Вагнер говорит, что они сейчас же уезжают в отпуск, так как лучше не рисковать и временно покинуть дом. Пока Лайла собирает вещи, Дэннинг вспоминает, что один из свидетелей ограбления — Фландерс — был знаком с Пулом, и, возможно, сможет помочь его найти.
Тем временем Пул находит дом Фландерса, жена которого открывает ему дверь, говоря, что мужа нет дома. Пул заходит внутрь, утверждая, что он — армейский товарищ её мужа. Когда Пул снимает плащ и упоминает о телевидении и газетах, миссис Фландерс понимает, что он тот самый преступник, которого ищут, и пытается сбежать, однако Пул останавливает её и просит только накормить.
Вагнер везёт жену к морю, по дороге сообщая, что сначала им надо заехать к Гиллеспи. Лайла понимает, что это только уловка с его стороны, и догадывается, что Пул уже в городе. Оставив Лайлу и чемоданы у Гиллеспи, Вагнер возлагает на Мэри, жену Гиллеспи, дальнейшие заботы о Лайле. Однако, разговаривая с мужем перед его уходом, Лайла быстро соображает, что он вывез её, поскольку сам вернётся в их дом и будет служить приманкой для Пула. «Всё это очень благородно, но мне не нравится. Давай уедем на море и пересидим там до тех пор, пока всё не закончится», — говорит Лайла, предлагая, чтобы кто-либо другой рисковал жизнью вместо её мужа, что возмущает Вагнера. Лайла говорит, что в течение четырёх лет каждый день боялась за его жизнь, и больше этого не вынесет. В конце концов она заявляет — «либо мы немедленно уезжаем на море, либо наши отношения закончены». Так и не переубедив жену, Вагнер уходит.
Пул смотрит по телевидению, как происходит полицейское оцепление дома Вагнера. В этот момент возвращается Фландерс и, направив на него оружие, Пул вспоминает, как тот издевался над ним в армии, как издевались над ним в детстве другие дети, и только жена ни разу не посмеялась над ним и обеспечивала ему ощущение, что он достойный человек во всём. И потому он любил её больше жизни. Фландерс пытается уговорить Пула остановиться, так как у того нет никаких шансов в борьбе с полицией, и в этот момент преступник неожиданно стреляет в него в упор. Затем он забирает пальто и сумочку жены Фландерса и уходит, оставляя саму жену в шоковом состоянии.
Дома у Гиллеспи Лайла собирает свои вещи и готовится уехать, говоря Мэри, что у неё с Вагнером всё кончено. Тогда Мэри решает открыть ей тайну — Вагнер отправился обратно в дом, чтобы быть наживкой вместо неё, Лайлы. Пул охотится именно на неё. Мэри обвиняет Лайлу в том, что муж был вынужден постоянно врать и выкручиваться только ради того, чтобы сохранить её покой, а она всё время требовала от него чего-то особенного, как будто она отличается чем-то от жён других копов.
Полиция ведёт детальное и тщательное наблюдение за всеми, кто проходит поблизости от дома Вагнера. Вскоре полиция выясняет, что Пул был у дома у Фландерса и убил его.
Лайла убегает из дома Гиллеспи и садится на автобус. Полиция узнаёт об исчезновении Лайлы и сообщает об этом Вагнеру, который по рации руководит операцией из собственного дома. Наконец, полиция замечает, как на улицу Вагнера сворачивает автомобиль с женщиной за рулём. Вагнер срочно запрашивает описание и местонахождение машины Фландерса. Пул останавливает машину в нескольких кварталах от дома Вагнера и в женском пальто с капюшоном на голове и дамской сумочкой в руке выходит на улицу. В этот же момент Лайла выходит из автобуса на остановке около дома. Полицейские видят, как некто в женском платье идёт по улице, а затем неожиданно исчезает из поля зрения по соседству с домом Вагнера. Вагнер решает, что это могла быть одна из его соседок, на самом деле это Пул, который спрятался за высоким кустарником. Затем по той же улице идёт Лайла. Вагнер побегает к окну и наблюдает, как идёт его жена. Лайла проходит мимо спрятавшегося Пула, который в темноте не может точно опознать её, однако идёт вслед за ней. Вагнер догадывается, что за его женой идёт Пул в женской одежде, однако боится дать сигнал стрелять, так как не уверен в этом точно. Наконец, полиция убеждается, что это Пул, когда одна штанина у него сползает из-под пальто, и он присаживается, чтобы спрятать её. Однако к этому моменту Пул и Лайла настолько сближаются, что снайпер в темноте не уверен, что не промахнётся. Вся надежда Вагнера остаётся на то, что Лайла догадается, кто за ней идёт и пройдёт мимо своей двери, и тогда Пул решит, что это не она и не будет стрелять. Лайла проходит мимо и быстро прыгает за соседское ограждение, после чего полиция немедленно открывает огонь по преступнику. Полиция окружает тело убитого Пула, а Вагнер обнимает жену и проводит её в дом.

## В ролях
- Джозеф Коттен — детектив Сэм Вагнер
- Ронда Флеминг — Лайла Вагнер
- Уэнделл Кори — Леон «Фогги» Пул
- Алан Хэйл — младший — Дэнни, детектив
- Майкл Пэйт — детектив Крис Геллеспи
- Джон Ларч — Отто Фландерс
- Ди Дж. Томпсон — Грейс Фландерс
- Джон Берадино — Мак, коп в штатском
- Вирджиния Кристин — Мэри Гиллеспи
- Пол Брайар — Грег Бойд
- Дон Беддоу — мистер Фриман (в титрах не указан)
- Стаффорд Репп — капитан Лайл Сноу (в титрах не указан)

## Режиссёр фильма и исполнители главных ролей
К лучшим фильмам режиссёра Бадда Беттикера обычно относят серию вестернов с актёром Рэндольфом Скоттом, включающую фильмы «Семеро должны умереть» (1956), «Большой страх» (1957), «Столкновение в Сандауне» (1957), «Одинокий всадник Бьюкенен» (1958), «Одинокий всадник» (1959) и «Стоянка команчей» (1960). Как пишет историк кино Брайан Кэйди, «имя культового режиссёра Бадда Беттикера обычно связывают с семью вестернами, которые он поставил с Рэндольфом Скоттом. Как раз перед этими классическими приключениями на старом Западе, Беттикер поставил мрачную историю правосудия и мести на современном Западе — „Убийца на свободе“. И если бы сразу после этого фильма Беттикер не перешёл к съёмкам Рэндольфа Скотта в седле, он мог бы сделать себе имя созданием триллеров вроде этого».
Джозеф Коттен сыграл главные роли в таких выдающихся фильмах, как «Гражданин Кейн» (1941) и «Великолепные Эмберсоны» (1942) Орсона Уэллса, а также в фильмах нуар «Тень сомнения» (1943) Хичкока, «Газовый свет» (1944) Кьюкора и «Третий человек» (1949) Кэрола Рида. Уэнделл Кори играл, как правило, значимые роли второго плана, в частности, в послевоенной драме «Поиск» (1948), фильмах нуар «Ярость пустыни» (1947), «Извините, ошиблись номером» (1948), «Я всегда одинок» (1948), «Обвиняемая» (1949) и «Дело Тельмы Джордон» (1950, главная мужская роль), детективном триллере «Окно во двор» (1954) и мелодраме «Продавец дождя» (1956). Ронда Флеминг сыграла в таких фильмах нуар, как «Заворожённый» (1945), «Крик об опасности» (1951), «Инферно» (1953), «Пока город спит» (1956), «Оттенок алого» (1956) и в вестерне «Перестрелка в О.К. Коррал» (1957).

## Оценка фильма критикой

### Общая оценка фильма
Сразу после выхода картины на экраны кинокритик Босли Кроутер дал ему в «Нью-Йорк таймс» довольно нелицеприятную оценку, назвав «третьесортным криминальным фильмом», в который «попала парочка первоклассных актёров — Джозеф Коттен и Уэнделл Кори», но даже несмотря на их присутствие фильм «совершенно скучный». Далее он пишет: «Не ищите что-либо оригинальное или увлекательное в этой игре в прятки. Сценарист Харольд Медфорд написал его с помощью набора штампов, а Бадд Беттикер наверняка не думал ни о чём ином, как об окончании рабочего дня, когда делал фильм».
Современные критики оценивают картину более позитивно. Журнал «TimeOut» назвал его «низкобюджетным быстро сделанным фильмом, который энергично движется своим курсом с умением и скоростью, хотя и без особенной достоверности». Кэйди назвал картину «быстро произведённым фильмом категории В с второсортным сюжетом», в который «Беттикер и актёры вводят достаточно неожиданных ходов, чтобы сделать его интересным». Брюс Эдер отмечает, что «повествовательная сила режиссуры Беттикера, в паре с несколькими отличными актёрскими работами, преодолевает недостатки сценария, который слегка перегружен совпадениями, чтобы смотреться правдоподобно». Критик поясняет, что «умение Беттикера создавать саспенс с помощью движений камеры или монтажа», делает «фильм лучше истории», которая положена в его основу, «и позволяет легко подавить её неубедительность».
Кинокритик Деннис Шварц назвал картину «типичным нуаром 1950-х, отличающимся высоким темпом и плотным сценарием, который исследует главным образом личность злодея, который перешёл грань, когда не мог более терпеть насмешки над собой». Далее Шварц отмечает: «Атмосфера жилых кварталов и строгий стиль изложения истории усиливают её банальность, и ей не удаётся вытянуть что-либо из обыденности для наращивания саспенса, который наступает только в кульминации». Но в итоге «получается вполне добротный фильм, который можно посмотреть из чувства ностальгии по 1950-м годам».

### Оценка работы режиссёра и творческой группы
Эдер считает Беттикера «режиссёром совершенного мастерства и множества сюрпризов, что может подтвердить каждый, кто смотрел его лучшие вестерны». А этот фильм, который хотя и выполнен «в совершенно ином жанре, и в стилистике, которая очень далека от самых знакомых его работ», «только укрепляет его репутацию». Кэйди утверждает, что «Беттикеру вместе с актёрами удаётся придать фильму откровенно нестандартный подход, который достигает кульминации в сцене, где Пул маскируется под женщину, чтобы достичь своей цели».
Беттикер, по словам Эдера, «использует в качестве актёров традиционных — хотя и высококлассных — голливудских профессионалов, выводя их из студии и помещая почти полностью в драму на натуре, и даёт им свободу проявить себя в этих естественных декорациях». Кэйди продолжает, что «Беттикер использует натурные съёмки для донесения тревожного воздействия на зрителя. Ярко освещённая обычная улица Южной Калифорнии становится местом ограбления, типичная кухня из пригородов Южной Калифорнии 1950-х — сценой ужаса и убийства, а жилой район — напряжённым наблюдательным пунктом со спрятанными полицейскими, следящими за пешеходами с признаками убийственных намерений».
Критики высоко оценили операторскую работу Люсьена Балларда. Кэйди, отмечает, что Баллард, «который позднее в том же году будет снимать фильм Стэнли Кубрика „Убийство“ (1956), внёс большой вклад в формирование зрительного ряда и настроения этой ленты». Эдер добавляет, что оператор «обеспечивает привлекательную гиперреалистическую картинку, усиленную съёмками на реальной натуре всюду, где это возможно».

### Оценка актёрской игры
Эдер пишет, что в картине «масса актёрских ролей, которые столь же захватывающие, насколько сюжет полон невероятностей». По мнению критика, «Уэнделл Кори даёт самую потрясающую игру своей карьеры, его почти невозможно узнать в роли то жалкого, то ужасающего Леона Пула, банковского служащего и психопатического убийцы, который становится на путь мести детективу, убившему его жену». Кэйди также считает, что «Уэнделл Кори даёт здесь, возможно, свою лучшую игру в карьере в роли убийцы Леона Пула. Подвергавшийся осмеянию во время войны за свои толстые очки, Пул — это законченная тряпка, тип личности, который обычно становится жертвой преступления, а не преступником. Кори играет Пула постоянно запуганным, и говорит тихим голосом даже тогда, когда угрожает кому-либо смертью. Это хождение по натянутому канату, где публика то симпатизирует ему, то отвергает его уродливую логику и отвратительные поступки».
С другой стороны, по мнению Эдера, «Джозеф Коттен менее успешен в своей роли полицейского, которого тянут в противоположные стороны любовь его жены и преданность работе», а «Ронда Флеминг отдаёт свои ограниченные актёрские силы работе своей жизни в роли жены детектива, на которую охотится убийца». «TimeOut» считает «персонаж Флеминг самой большой обузой фильма (в чём сама актриса совершенно не виновата), постоянно изводящей своего мужа требованиями забыть о полиции». Кэйди также отмечает, что жена Вагнера Лайла (Ронда Флеминг), крайне несимпатична. Она вечно боится за безопасность своего мужа, требует от него уйти из полиции ради канцелярской работы, эгоистично говоря, чтобы он предоставил другим полицейским рисковать жизнью. Вагнер применяет чрезвычайную изворотливость, чтобы не дать ей узнать, какая опасность угрожает им обоим. Задолго до финала зрители теряют терпение и чувствуют, что Вагнеру было бы намного лучше без неё".